# Karsaa
Karsaa (tiếng Ả Rập: كرسعة) là một ngôi làng Syria nằm ở Kafr Nabl Nahiyah ở huyện Maarrat al-Nu'man, Idlib. Theo Cục Thống kê Trung ương Syria (CBS), Karsaa có dân số 969 trong cuộc điều tra dân số năm 2004.